# Ostrearia australiana
Ostrearia australiana är en trollhasselart som beskrevs av Henri Ernest Baillon. Ostrearia australiana ingår i släktet Ostrearia och familjen trollhasselfamiljen. Inga underarter finns listade i Catalogue of Life.